# 北葵涌公共圖書館暨北葵涌街市

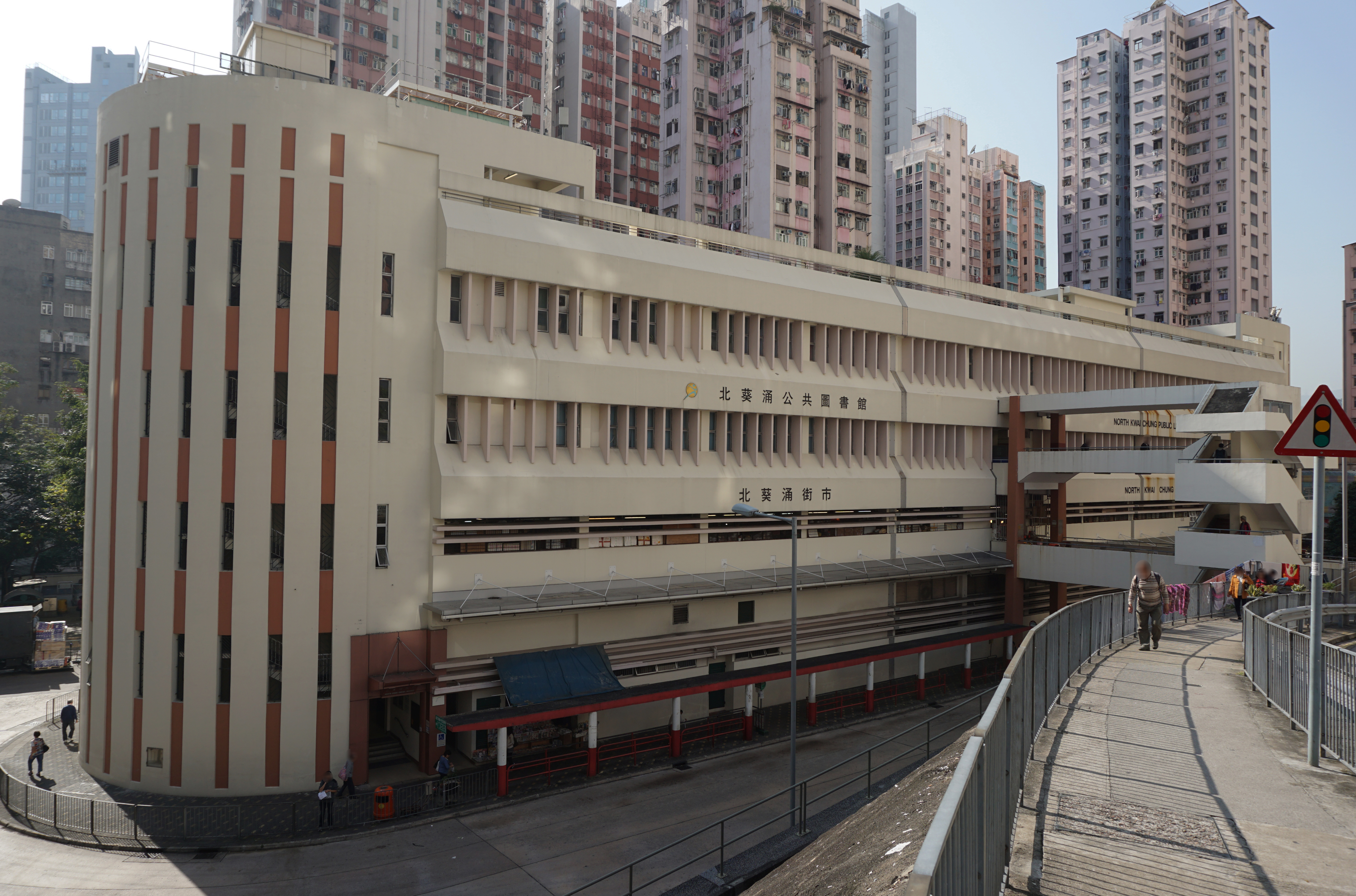
大樓全貌

北葵涌公共圖書館（英語：North Kwai Chung Public Library）暨北葵涌街市（英語：North Kwai Chung Market）共用同一棟大樓，位於香港新界上葵涌石蔭路，由區域市政局興建，在1985年啟用；大樓分為上下兩部分，圖書館3至4樓，街市位於地下及2樓，昔日皆由區域市政總署管理，區域市政局及總署一併解散後，分別由康文署及食環署管理。

## 北葵涌公共圖書館

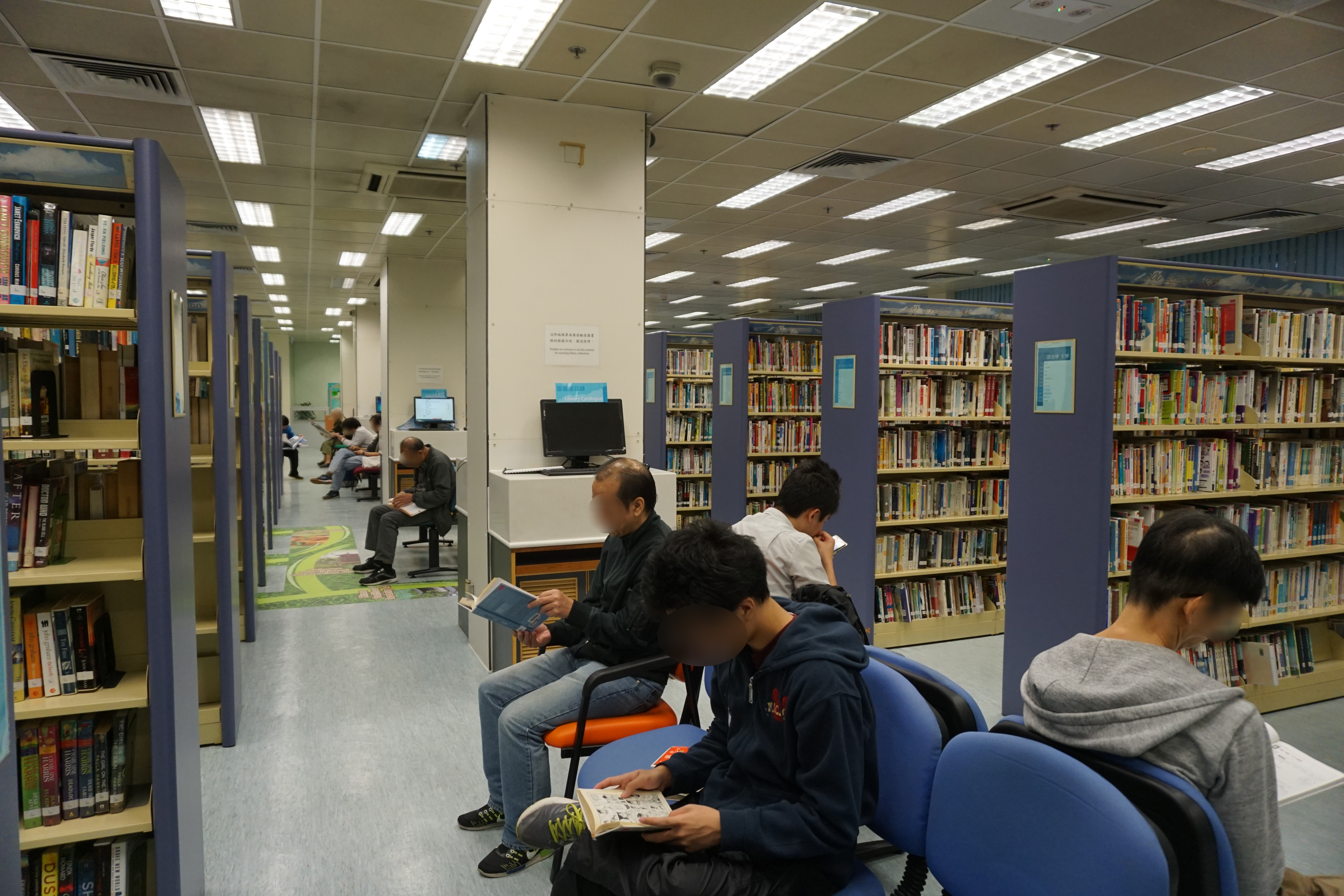
北葵涌公共圖書館內貌

北葵涌公共圖書館是葵青區的其中一間分區圖書館，其服務範圍為葵青區石籬邨、石蔭邨、安蔭邨、寧峰苑、華景山莊、海峰花園、華員邨及荃灣區梨木樹邨一帶，提供多種服務，包括集體借閱服務、還書箱服務、互聯網／電子資源服務、借閱服務、聆聽服務、報刊閱覽服務、推廣活動、讀者諮詢服務、參考及資訊服務、預約圖書館資料服務等。香港本地作家梁科慶曾經擔任此館館長。

### 場內設施

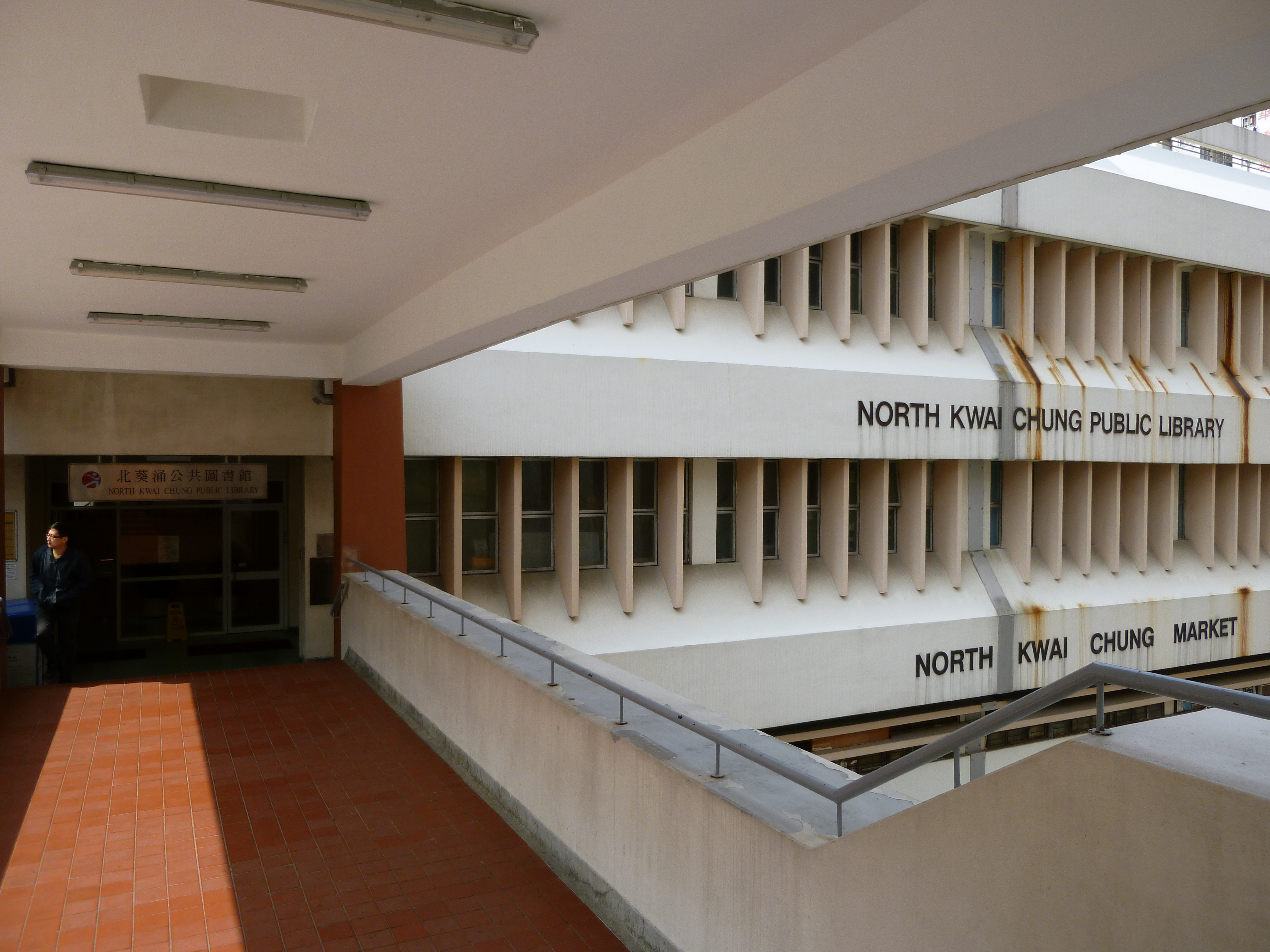
成人圖書館
- 兒童圖書館
- 電腦資訊中心
- 推廣活動室
- 報刊閱覽部
- 參考圖書館
- 學生自修室

- 圖書館入口

## 北葵涌街市

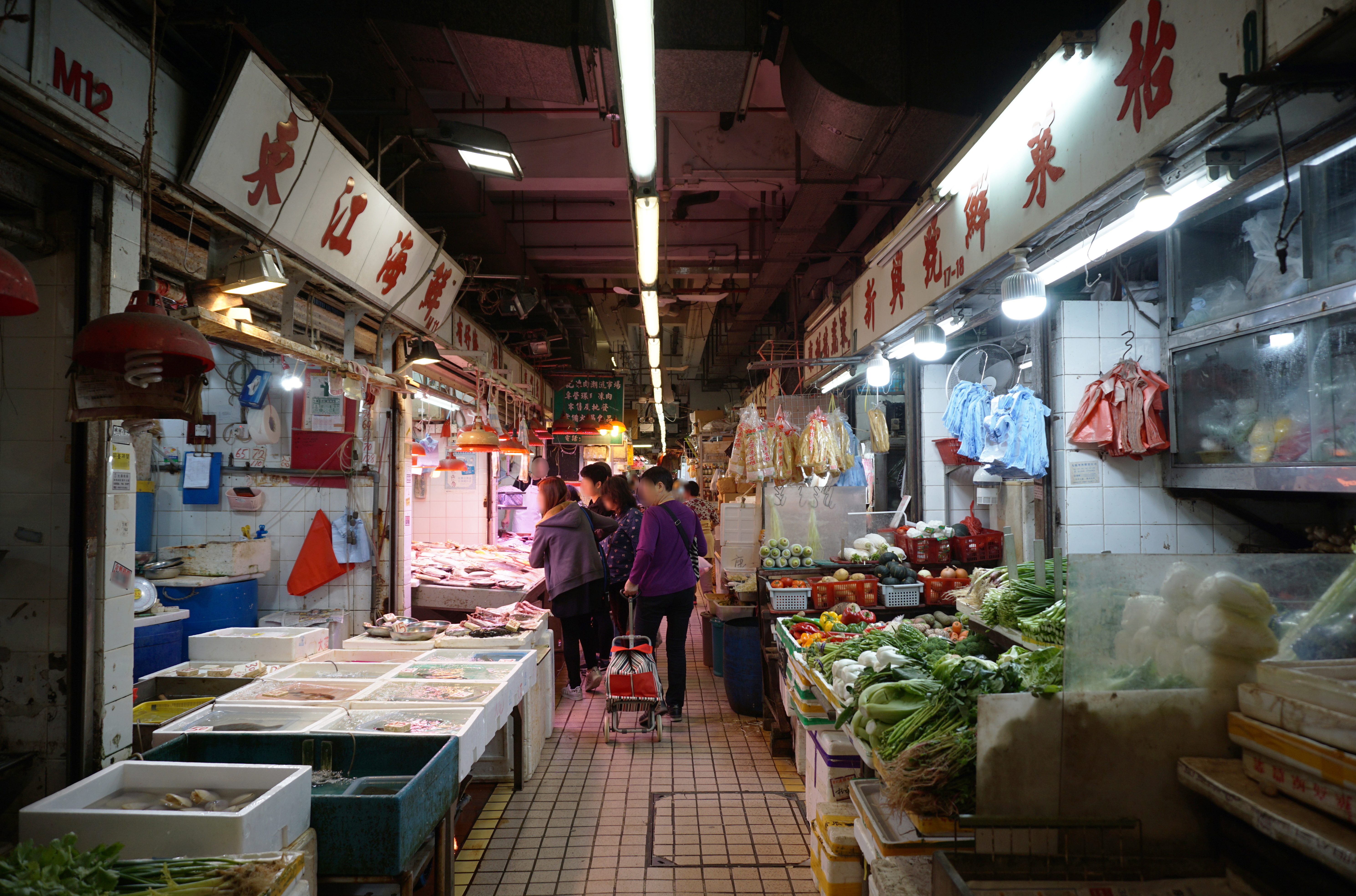
北葵涌街市魚檔及菜檔

位於地下及2樓；因鄰近本身沒有街市的石蔭邨，故俗稱石蔭街市。

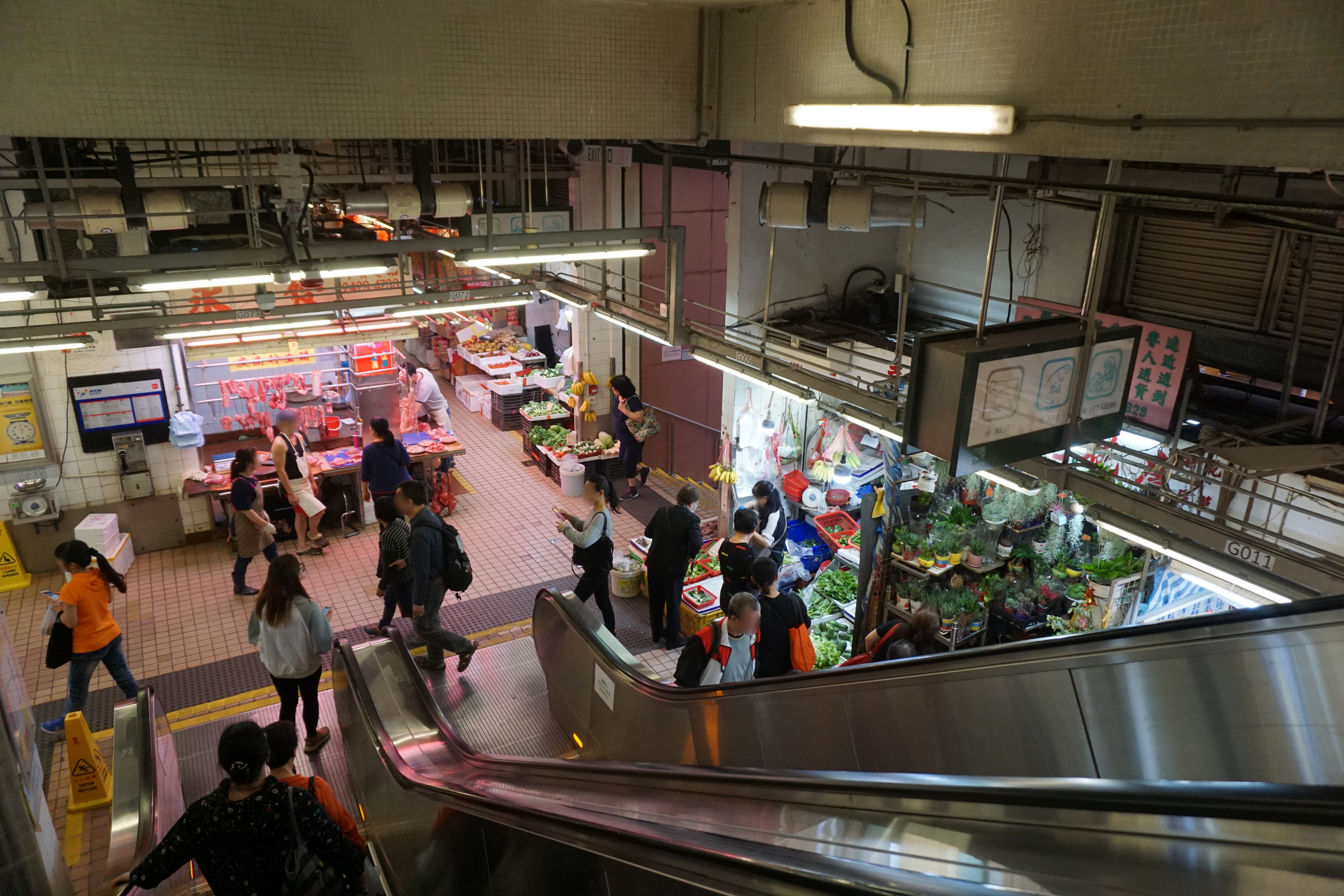
肉檔及花店
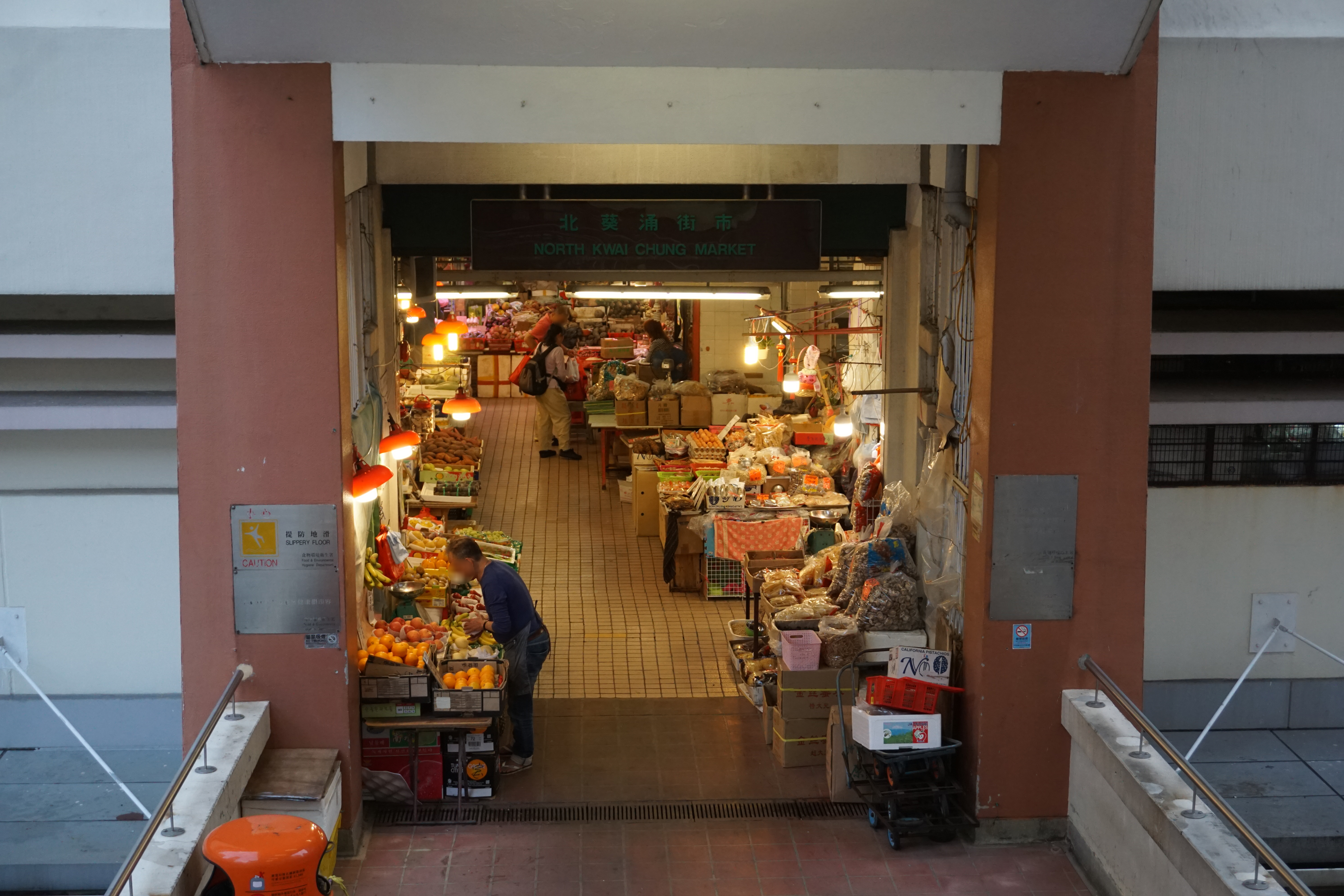
街市入口、水果檔及蔘茸海味檔

## 外部連結
- 北葵涌公共圖書館（页面存档备份，存于）
- 北葵涌街市（页面存档备份，存于）